# Дж. Р. "Боб" Доббс
Дж. Р. «Боб» Доббс — центральна фігура Церкви НедоМудреця. Його образ взятий з кліпу 1950-х рр. Відповідно до догм Церкви НедоМудреця, «Боб» був продавцем бурильного устаткування, який в 1953 році на власноруч побудованому телевізорі побачив видіння бога (Єгова-1, згідно з церковними писаннями). Видіння надихнуло його написати «Pre Scriptures», про що повідомляється в Книзі SubGenius (Недомудреця), і заснувати Церкву. Вчення називає «Боба» найвеличнішим продавцем, який коли-небудь жив і який зумів обдурити смерть безліч разів. Він також шанується за вчинені ним великі дурниці та вважається рятівником «Дармівщини» («Халяви»). Був убитий в Сан-Франциско в 1984 році, хоча Церква заявляє, що з того часу він воскресав з мертвих кілька разів.

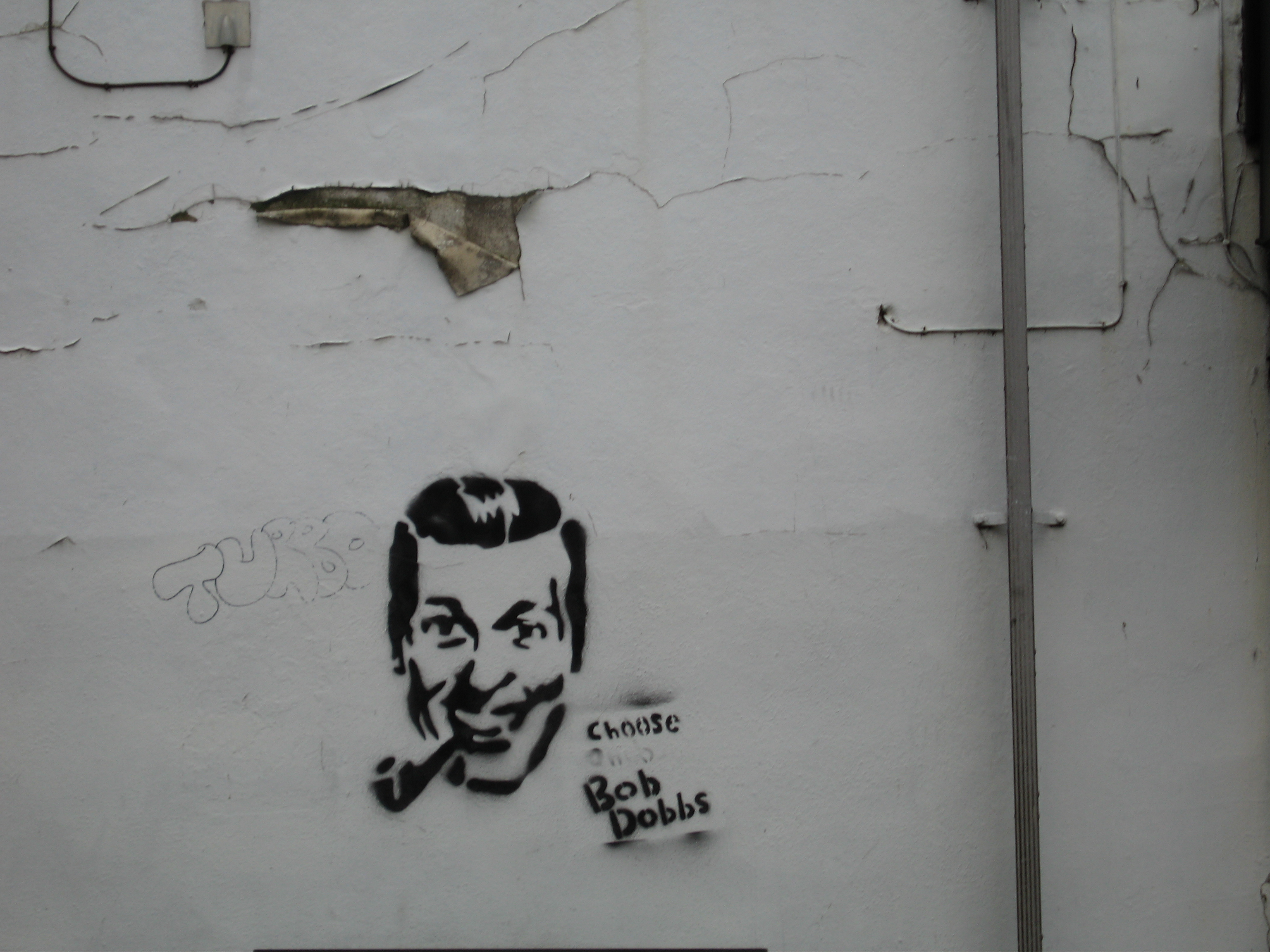
Зображення Дж. Р. «Боба» Доббса на стінах музею у Стокпорті (Велика Британія)

Відповідно до канонів Церкви, в написанні імені «Боба» завжди присутні лапки. В іконографії вони також можуть бути розміщені навколо зображення голови «Боба», утворюючи свого роду альтернативний німб(ореол).

## Особиста історія
Згідно з Revelation X (Одкровення); Апокрифом «Боба», «Боб» народився в Далласі, штат Техас, в сім'ї Хінуча-Чі-Хана М. (фармацевт) та Джейн Макбрайд Доббсів. У ранньому віці проявляв талант до грошових маніпуляцій на фондовому ринку (в телефонному режимі), які давали великі прибутки. Створив сім'ю з дружиною Конні у Лас-Вегасі в 1955 році та працював як модель фотографа. У 1957 році по вихідних читав проповіді у євангельських християн «строго за гроші».

## Конні Доббс
Констанс «Конні» Марш Доббс, дружина «Боба», стала відомою у Церковних колах як і «Боб». Хоча «Боб» і був одружений з іншими жінками (духами, божествами, неживими предметами), Конні, у документальному фільмі про Церкву НедоМудреця, вказується, як «перша і досі основна дружина». Конні — покровителька жінок із Церкви і символізує собою їхнє істинне звільнення. Вона не підкорялася нікому (особливо «Бобу»), і так само була вільна у власних діях, як і її чоловік.

## Доббстаун (Dobbstown)
Згідно з Церковним вченням, «Боб» заснував свою штаб-квартиру, таємний гурток в Сарваку (Малайзія) під назвою Dobbstown, де він часто залишався.

## Образ «Боба»

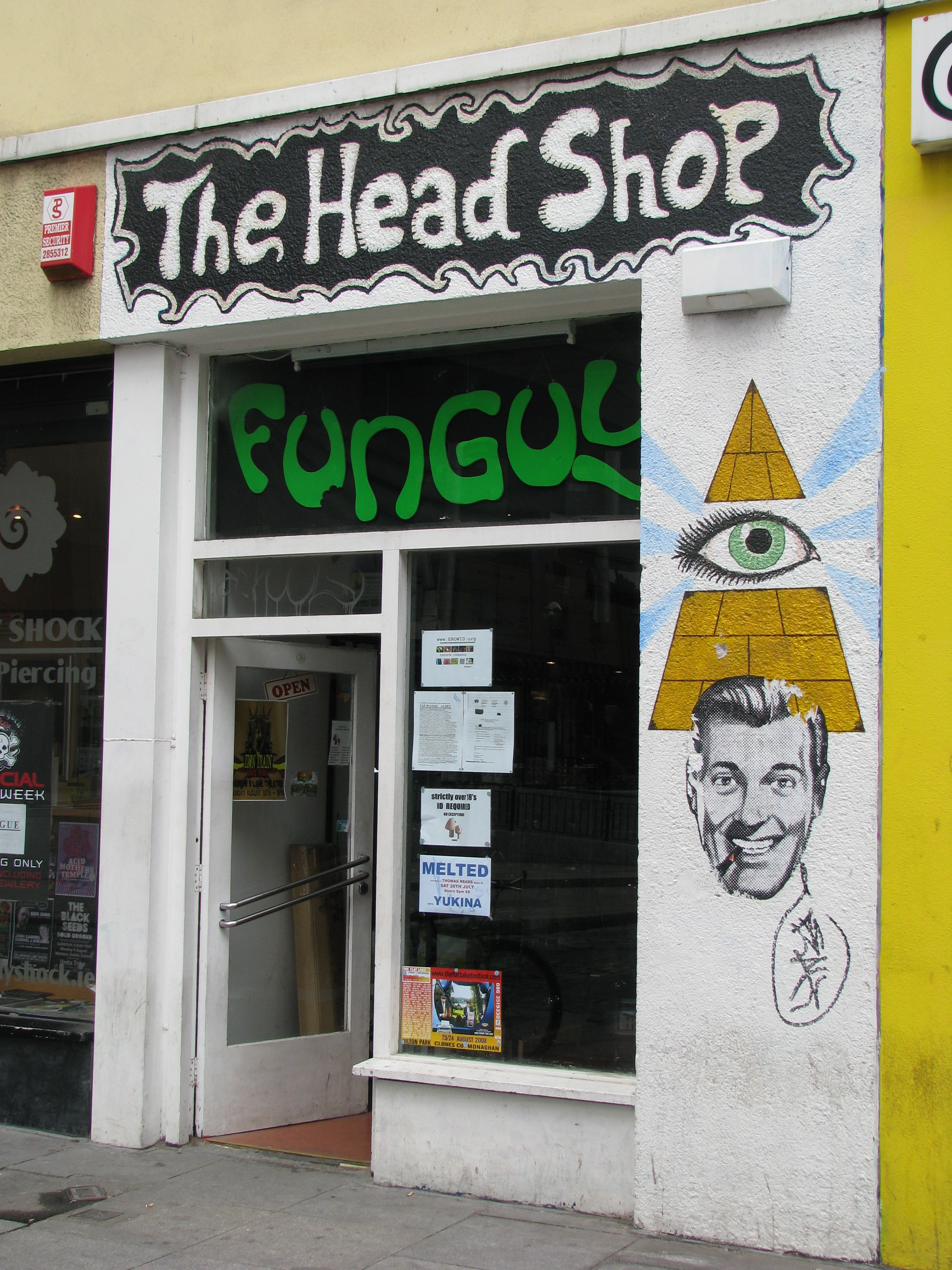
Образ Дж. Р. «Боба» Доббса на стінах магазину в Шотландії

Зображення «Боба» вперше з'явилося в оригінальній публікації Церкви Недомудреця: SubGenius Pamphlet #1 [Архівовано 4 липня 2015 у Wayback Machine.] («The World Ends Tomorrow and You May Die») (1979) Після першої появи, його зображення поширилось в різних куточках світу: графіті, набори символів операційної системи Atari ST, музичні альбоми багатьох андеграундних гуртів (найбільш популярний Devo to Sublime), фільми (The Wizard of Speed and Time) і телебачення (Pee-wee's Playhouse).Існують також два німецьких комікси з «Бобом» (Future Subjunkies" and «Space Bastards», автори обох Герхард Сейфрід та Зіска Ріманн). Церква НедоМудреця зберігає товарний знак і авторські права на «Бобовий» образ, хоча він намагався уникнути  правових дій, окрім випадку, коли це було б абсолютно необхідно.

## Священний образ
Близько 2002 року Церква прийняла новий символ, названий «Священним образом»: стилізований хрест, що складається з трьох поперечок і трубки, які шаблонно відповідають рисам обличчя «Боба».